# Clube Real Moitense
O Clube Real Moitense é uma equipe de futsal da cidade de Moita Bonita, do estado de Sergipe. 

## Historia
- O Clube foi fundado em Fevereiro de 2003 assim que foi inaugurado o ginásio de esportes da cidade. Em pouco tempo de existência o Real Moitense conquistou vários títulos, sendo a maior força do futsal sergipano e um dos maiores clubes de futsal do nordeste e do Brasil. Moita Bonita é conhecida hoje nacionalmente como a capital do FUTSAL. O Real Moitense é o maior orgulho da cidade, em dias de jogos a cidade se mobiliza.

## Principais Jogadores
Jogadores de destaque que já atuaram pela equipe:
- Rogério Santana Alves
- Marcondes Santos (Xoxinho)
- Edu [ Eli Júnior](Deivinho) (pita) (Bebeto) (Foka) (Leleco show) (Marquinho Tubara) (Wendel cearense) (Tibrucio) (Tiago Lacerda)(Rodrigo Digo)(Marcinho Carioca) (Tropeira) (Batom) (Amadeus)(Allan)(Neto Negrao) (Michael) (Yan) (Lucas Orelha) (Fellipe Bahia) (wiltinho )(Maradona) (Matheus 99) (mardiney) (Marcone)(juninho MB) (jessinho) (Neto Capunga) ( Diego Gaguinho) (Everton Negrão) (LeLo) (Thiago Merces)Thiaguinho (futsal) (Rony) (Pimenta) (Red Bull)(Demar)(Márcio Aracaju)

## Títulos
| NACIONAIS | NACIONAIS                      | NACIONAIS | NACIONAIS                                                         |
|           | Competição                     | Títulos   | Temporadas                                                        |
| --------- | ------------------------------ | --------- | ----------------------------------------------------------------- |
|           | Taça Brasil Primeira Divisão   | 1         | 2013                                                              |
| REGIONAIS |                                |           |                                                                   |
|           | Competição                     | Títulos   | Temporadas                                                        |
|           | Liga Nordeste de Futsal        | 2         | 2005 e 2015                                                       |
| ESTADUAIS |                                |           |                                                                   |
|           | Competição                     | Títulos   | Temporadas                                                        |
|           | Campeonato Sergipano de Futsal | 11        | 2004, 2005, 2006, 2007, 2009, 2010, 2013, 2014, 2015, 2016 e 2017 |
|           | Copa TV Sergipe de Futsal      | 5         | 2006, 2009, 2010, 2011 e 2015                                     |

### Categoria De Base
| ESTADUAIS | ESTADUAIS                   | ESTADUAIS | ESTADUAIS   |
|           | Competição                  | Títulos   | Temporadas  |
| --------- | --------------------------- | --------- | ----------- |
|           | Campeonato Sergipano Sub 20 | 2         | 2004 e 2005 |
|           | Taça Sergipe Sub 20         | 1         | 2005        |

### Outras Conquistas
- Superliga de Simão Dias: 2015
- Taça Governador de Futsal: 2015

### Campanhas de destaque
- Vice-campeão da Superliga de Futsal: 2013.
- 4º colocado na Superliga de Futsal: 2005.
- Vice-campeão da Liga Nordeste de Futsal: 2010 e 2011.
- 3º colocado na Liga Nordeste de Futsal: 2008 , 2009 e 2013

## Elenco Atual
- Goleiros
- Marcondes Santos (Xoxinho)
- Rogério Alves
- Alas
- Deivinho
- Alex Maradona
- Pita
- Eli Júnior
- Neto Negrão
- Álvaro Vinícius
- Fixos
- Marquinhos Carioca
- Allanm
- Assis
- Izavam
- Pivos
- Tibrucio
- Lucas uréia
- Leleco Show
- Bebeto